# レコードクリーナー

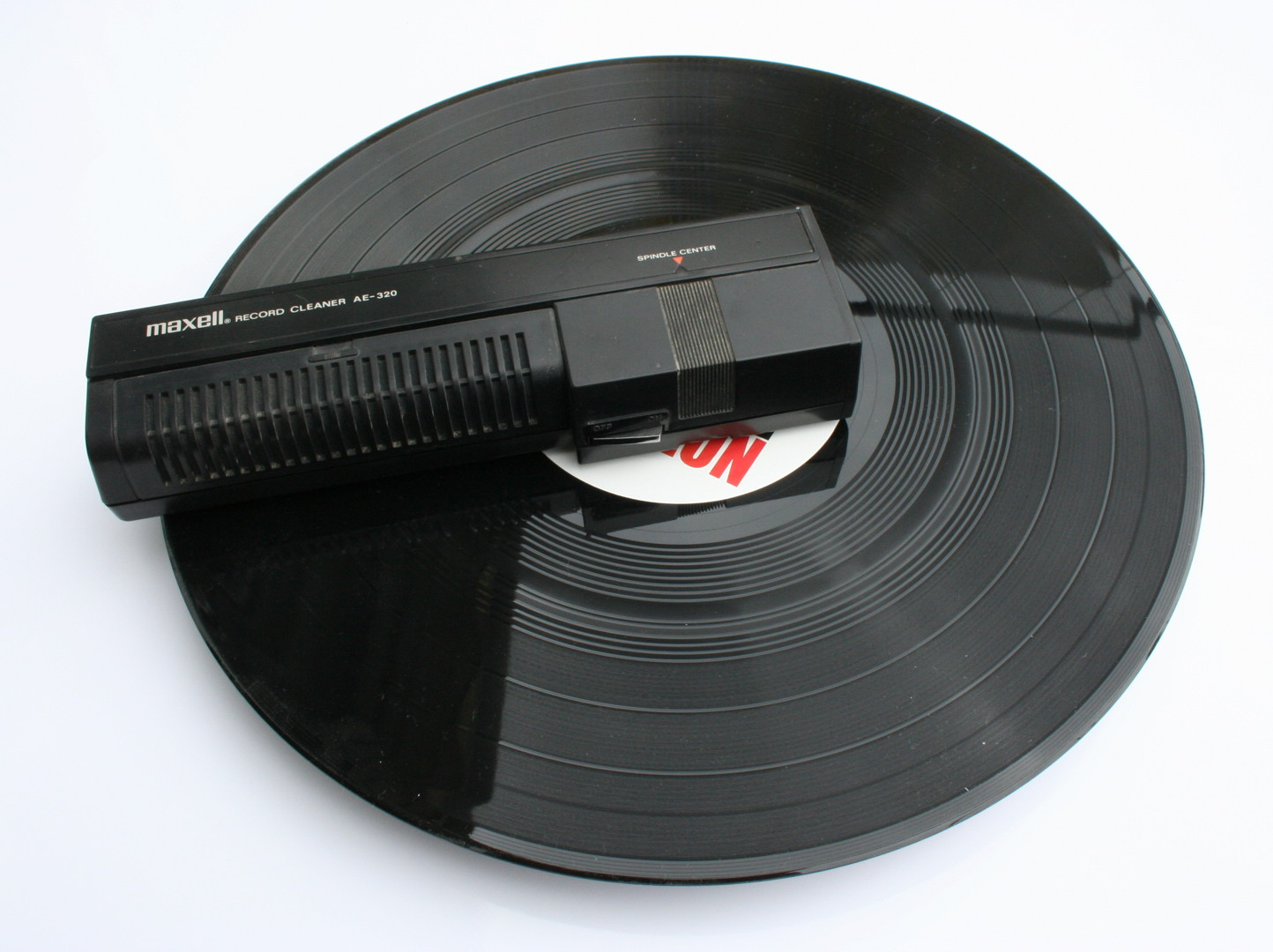
レコードクリーナーの例

レコードクリーナーとは、アナログレコードを清掃するための用具、薬剤である。

## 概要

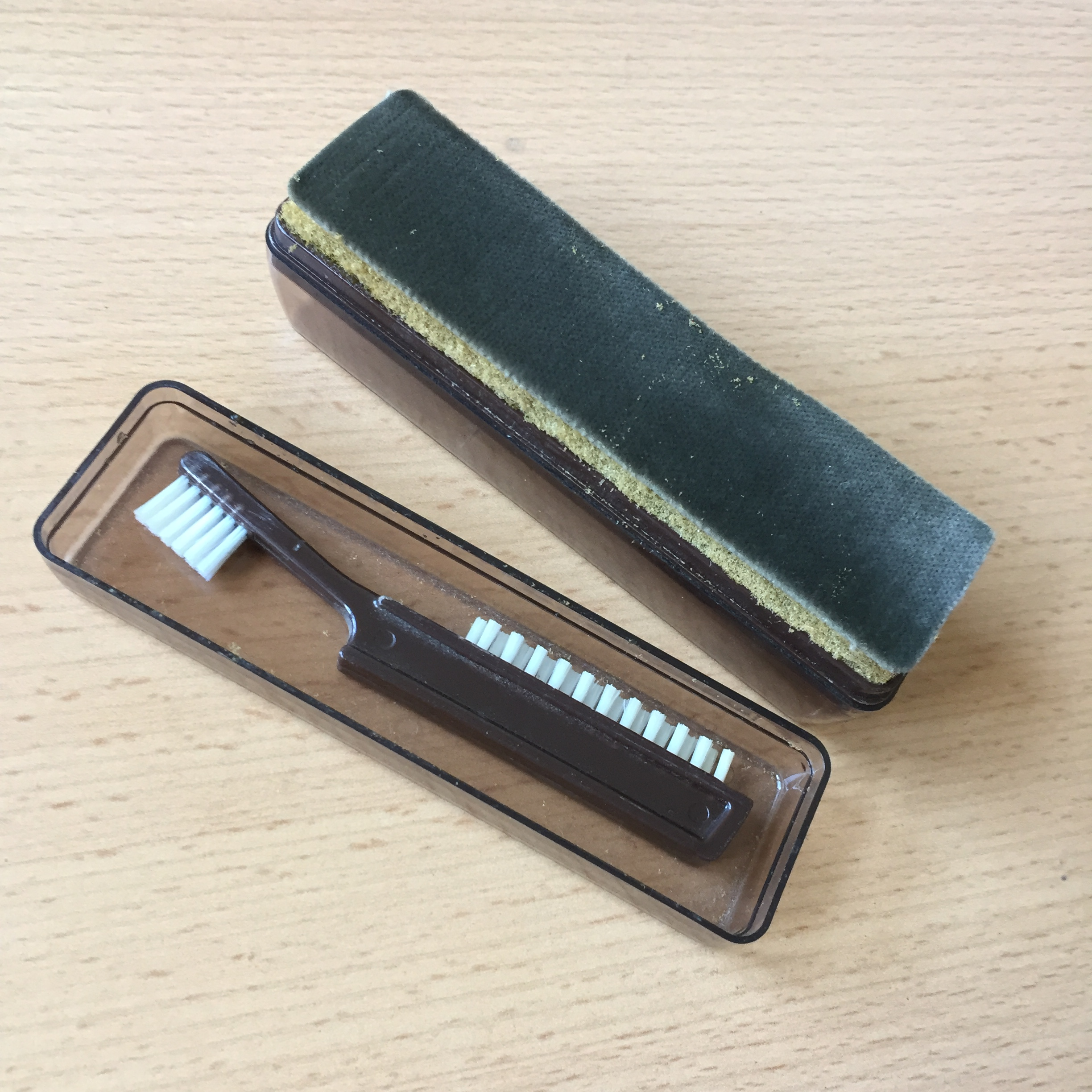
払拭式レコードクリーナー

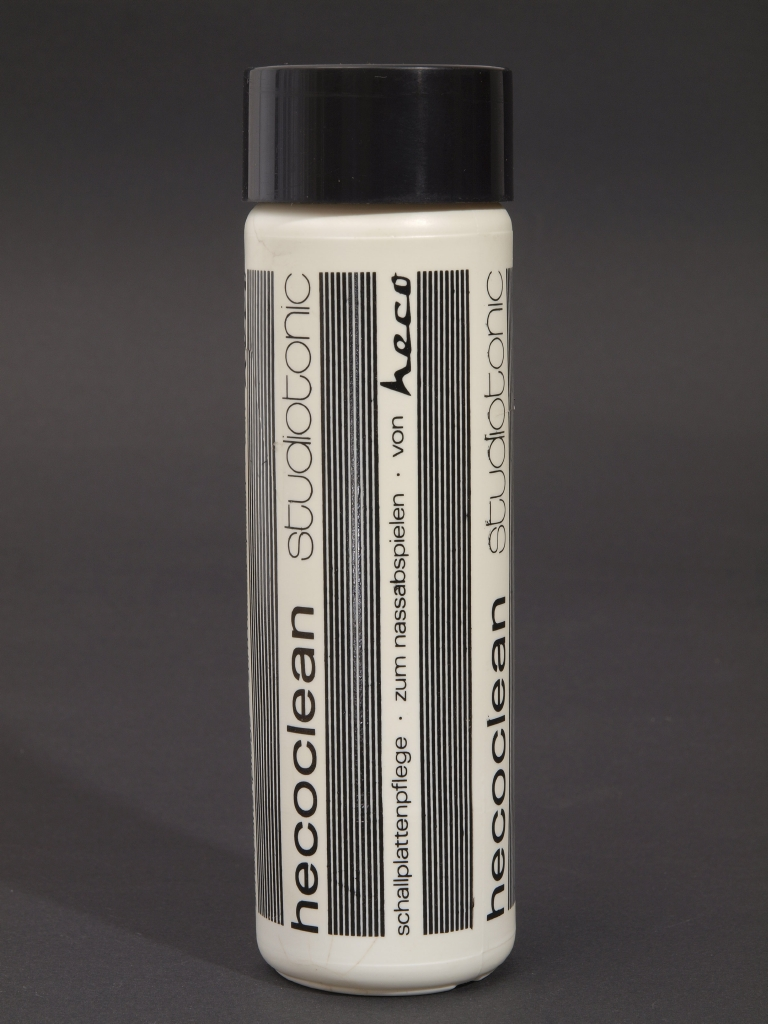
エアゾールスプレーの薬剤

アナログレコード再生では、盤面の音溝とレコード針（スタイラス）の直接接触によって音声信号を拾う。特にLPレコードは音声を記録する溝が細く、音声信号を記録するための凹凸も小さいために盤面に付着した埃や汚れが雑音の元やレコードの溝を傷つけたりする原因となりやすい。そこで盤面の汚れやホコリは再生する前に除去する必要がある。また、アナログレコードの多くはシェラックもしくはポリ塩化ビニルが主原料であるので、静電気による埃の吸着が問題であり、レコードクリーナー製品は静電気除去を兼ねるものも多い。
広く用いられるのは、フェルトやコーデュロイのような毛足の細かい布地が用いてある払拭式レコードクリーナーで、レコードの溝奥まで届く毛足で物理的に埃を除去する。加えて帯電防止剤とアルコール系の溶剤に香料を加えたエアゾールスプレーと、帯電防止剤で埃を浮かして除去する薬剤を併用する。また、水を帯電防止剤とする製品、レコード盤の全面をビニール系の樹脂でパックし同時に埃リを除去するものもある。粘着テープを貼付けたり、粘着質のラバーを使用したローラーでホコリを吸着除去するものもある。
CDやDVDやBD等の光ディスクが主流になった2013年現在も、レコードクリーナーは現行製品として販売されている。

## 注意
要求される性質が異なるので、光ディスククリーナーをレコードに、レコードクリーナーを光ディスクに用いてはいけない（LPレコードはポリ塩化ビニル、CDとDVDとBlu-ray Discの表面はポリカーボネート、レーザーディスクの表面はアクリル樹脂が使われている）。